# Miguel Valdez Siller
Miguel Ángel Valdez Siller (Ciudad Mante, Tamaulipas, 1 de junio de 1978) es un empresario y consultor político digital mexicano, reconocido por fundar la agencia de marketing Cuadrangular, con la que ha impulsado campañas políticas tanto en su país y en el exterior. Creó un sistema compuesto por recursos humanos y tecnológicos denominado CECODI (Centro de Comando Digital), que contiene herramientas de monitoreo y análisis de datos.
Representando a Cuadrangular, en 2018 Valdez fue galardonado en los Premios Reed Latino. Entre 2018 y 2019 fue nominado en seis oportunidades en los Premios Napolitan Victory, ganando en dos categorías. En estos mismos premios, obtuvo el galardón «Youth Leadership Award», y fue incluido en el ranking de los «100 profesionales políticos más influyentes» en 2018 y 2019. En 2022 fue reconocido de nuevo junto a su compañía en la categoría «Campaña Digital Electoral del Año» en los Premios Napolitan Victory.

## Biografía

### Primeros años y estudios
Valdez Siller nació en Ciudad Mante, en el estado de Tamaulipas, México. Cursó inicialmente una Licenciatura en Administración de Empresas en el Instituto Tecnológico y de Estudios Superiores de Monterrey, y más adelante cursó una Maestría en Ciencias de la Administración en la École supérieure de commerce de Clermont, Francia.

### Década de 2010
Al finalizar sus estudios, fundó la empresa tecnológica IF Solutions, que más tarde se convertiría en Cuadrangular. Desarrolló el Centro de Comando Digital (CECODI) como herramienta tecnológica principal para el análisis de comprensión de las audiencias y la medición de los resultados de las campañas electorales. Apoyado por su coterráneo Efraín Méndez, fundó la agencia Cuadrangular en 2014 con el fin de desarrollar estrategias de marketing digital para la iniciativa privada. La compañía inició labores mediante la creación de movimientos digitales para campañas políticas.
En el año 2014, Valdez y su compañía empezaron a construir un movimiento digital a partir de la detección de simpatizantes, aplicando un modelo de Inbound marketing político, con el fin de impulsar la campaña digital del candidato a la gobernatura del Estado de Nuevo León Jaime Rodríguez Calderón, mediante una estrategia basada exclusivamente en las redes. Rodríguez finalmente obtuvo la victoria en las justas electorales de 2015, lo que llevó a la compañía a desarrollar otras campañas digitales como la del candidato independiente Octavio Pérez Garay para la presidencia municipal de San Andrés Tuxtla, Veracruz, la de Jaime Rodríguez Calderón para la gobernatura de Nuevo Léon, y la de Miguel Barbosa Huerta a la gobernatura de Puebla, entre otras.
Cuadrangular fue reconocida en los Premios Napolitan Victory en 2018, al lograr una nominación en la categoría de «Firma Consultora del Año». Ese mismo año, Valdez logró la condecoración «Youth Leadership Award», otorgada por The Washington Academy of Political Arts and Sciences, y representó a Cuadrangular en los Premios Reed Latino, en los que la compañía ganó dos premios. También en 2018 obtuvo dos galardones en los Premios Internacionales de Diseño CLAP, en las categorías «Branding Mejor Imagen Gráfica» y «Gráfica Digital Mejor Campaña por Medios Digitales».
Un año después, nuevamente en la gala de los Premios Napolitan Victory, Cuadrangular cosechó cinco nominaciones, ganando en las categorías de «Campaña Digital del Año» y «Campaña de Ataque del Año». En los mismos premios, Valdez compitió en la categoría de «Consultor del Año en una Campaña Digital».
En ceremonia llevada a cabo el 31 de mayo de 2019 en Atenas, Grecia, Cuadrangular obtuvo dos galardones en las categorías «Social Media Campaign» y «Digital Campaign» en los EACP Polaris Awards.

### Década de 2020 y actualidad
En los Napolitan Victory Awards del año 2020, Cuadrangular obtuvo cinco nominaciones, entre ellas en las categorías de «Campaña Audiovisual del Año» y «Campaña Electoral Audiovisual del Año». Dos años después, la compañía ganó en la categoría «Campaña Digital Electoral del Año» en los mismos premios.
En 2023 coordinó la campaña digital de Delfina Gómez Álvarez, quien se convirtió en la primera mujer gobernadora del Estado de México y logrando alternancia política en dicho estado tras casi cien años.Esta campaña le valió a la empresa galardones en las categorías de «Mejor publicidad de contraste para web» y «Mejor manejo de redes sociales para una campaña electoral». En el mismo evento, Valdez fue reconocido con el título de «Estratega Digital Electoral de 2023».

## Premios y nominaciones
| Premio                                                     | Categoría                                                 | Receptor             | Resultado | Ref.   |
| ---------------------------------------------------------- | --------------------------------------------------------- | -------------------- | --------- | ------ |
| Napolitan Victory Awards 2018                              | Firma consultora del año                                  | Cuadrangular         | Nominado  | [ 16 ] |
| Napolitan Victory Awards 2018                              | Consultor digital del año                                 | Miguel Valdez Siller | Nominado  | [ 16 ] |
| Reed Latino 2018                                           | Serie o spot electoral animada                            | Cuadrangular         | Ganador   | [ 1 ]  |
| Reed Latino 2018                                           | Serie o spot electoral animada                            | Cuadrangular         | Ganador   | [ 1 ]  |
| Premios CLAP 2018                                          | Branding mejor imagen gráfica                             | Cuadrangular         | Ganador   | [ 18 ] |
| Premios CLAP 2018                                          | Gráfica digital mejor campaña por medios digitales        | Cuadrangular         | Ganador   | [ 18 ] |
| The Washington Academy of Political Arts and Sciences 2018 | Youth Leadership Award                                    | Miguel Valdez Siller | Ganador   | [ 7 ]  |
| Napolitan Victory Awards 2019                              | Campaña digital del año                                   | Cuadrangular         | Ganador   | [ 19 ] |
| Napolitan Victory Awards 2019                              | Consultor digital del año                                 | Miguel Valdez Siller | Nominado  | [ 19 ] |
| Napolitan Victory Awards 2019                              | Firma consultora del año                                  | Cuadrangular         | Nominado  | [ 19 ] |
| Napolitan Victory Awards 2019                              | Campaña del año                                           | Cuadrangular         | Nominado  | [ 19 ] |
| Napolitan Victory Awards 2019                              | Campaña de ataque del año                                 | Cuadrangular         | Ganador   | [ 19 ] |
| EACP Polaris Awards 2019                                   | Social Media Campaign                                     | Cuadrangular         | Ganador   | [ 21 ] |
| EACP Polaris Awards 2019                                   | Digital Campaign                                          | Cuadrangular         | Ganador   | [ 21 ] |
| EACP Polaris Awards 2019                                   | Best Use of Negative or Contrast                          | Cuadrangular         | Nominado  | [ 21 ] |
| Napolitan Victory Awards 2020                              | Campaña audiovisual del año                               | Cuadrangular         | Nominado  | [ 22 ] |
| Napolitan Victory Awards 2020                              | Spot del año                                              | Cuadrangular         | Nominado  | [ 22 ] |
| Napolitan Victory Awards 2020                              | Campaña audiovisual electoral del año                     | Cuadrangular         | Nominado  | [ 22 ] |
| Napolitan Victory Awards 2020                              | Pieza impresa o gráfica del año                           | Cuadrangular         | Nominado  | [ 22 ] |
| Napolitan Victory Awards 2020                              | Campaña impresa o gráfica del año                         | Cuadrangular         | Nominado  | [ 22 ] |
| Napolitan Victory Awards 2022                              | Campaña digital del año                                   | Cuadrangular         | Nominado  | [ 10 ] |
| Napolitan Victory Awards 2022                              | Campaña digital electoral del año                         | Cuadrangular         | Ganador   | [ 10 ] |
| Napolitan Victory Awards 2022                              | Firma revelación del año                                  | Cuadrangular         | Nominado  | [ 10 ] |
| Napolitan Victory Awards 2022                              | Premio regional                                           | Cuadrangular         | Ganador   | [ 10 ] |
| Reed Latino 2023                                           | Estratega digital electoral del año                       | Miguel Valdez Siller | Ganador   | [ 24 ] |
| Reed Latino 2023                                           | Mejor publicidad de contraste para grandes audiencias     | Cuadrangular         | Ganador   | [ 24 ] |
| Reed Latino 2023                                           | Mejor manejo de redes sociales para una campaña electoral | Cuadrangular         | Ganador   | [ 24 ] |